# Leapmotor C11

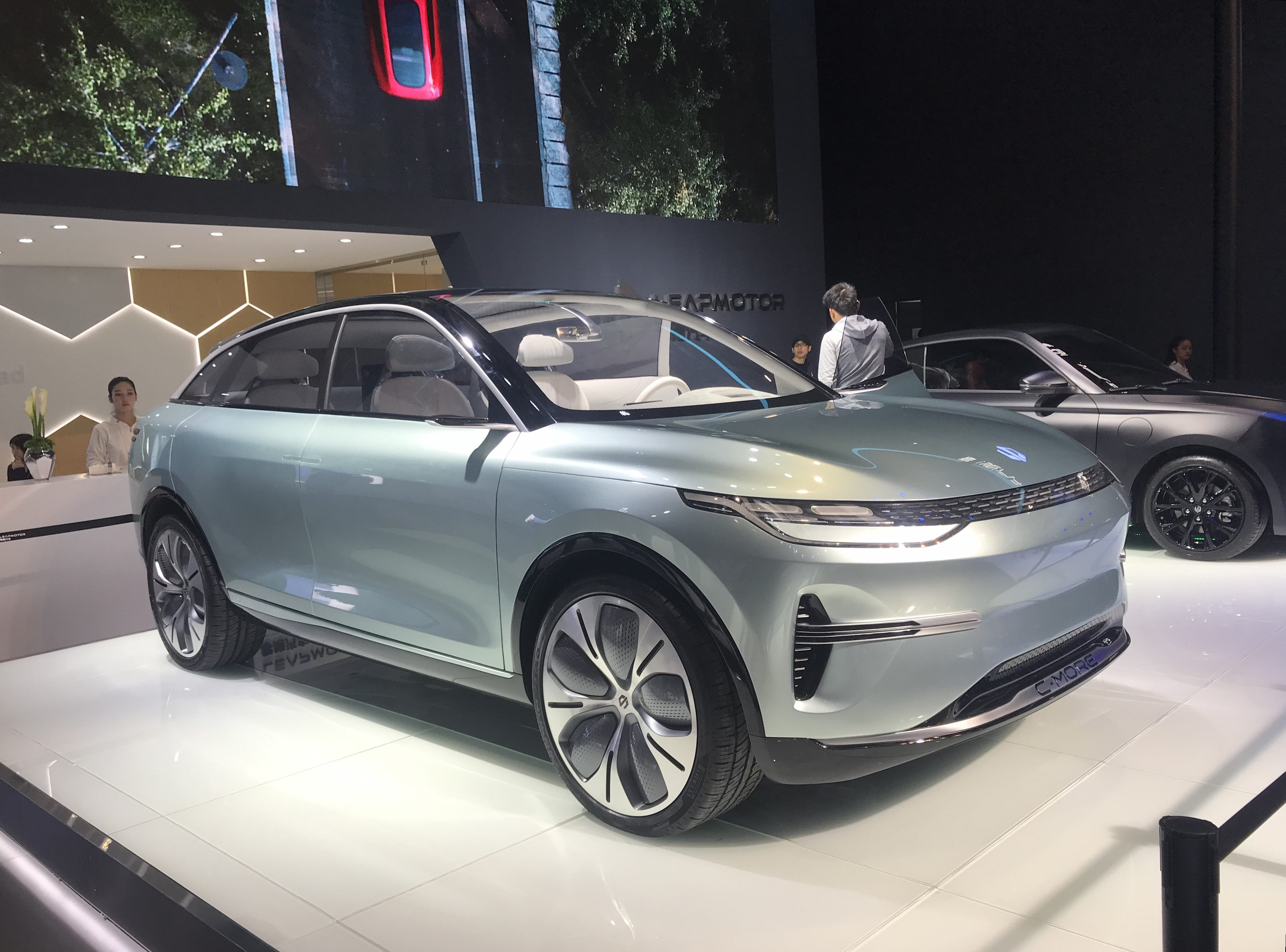
Leapmotor C-More

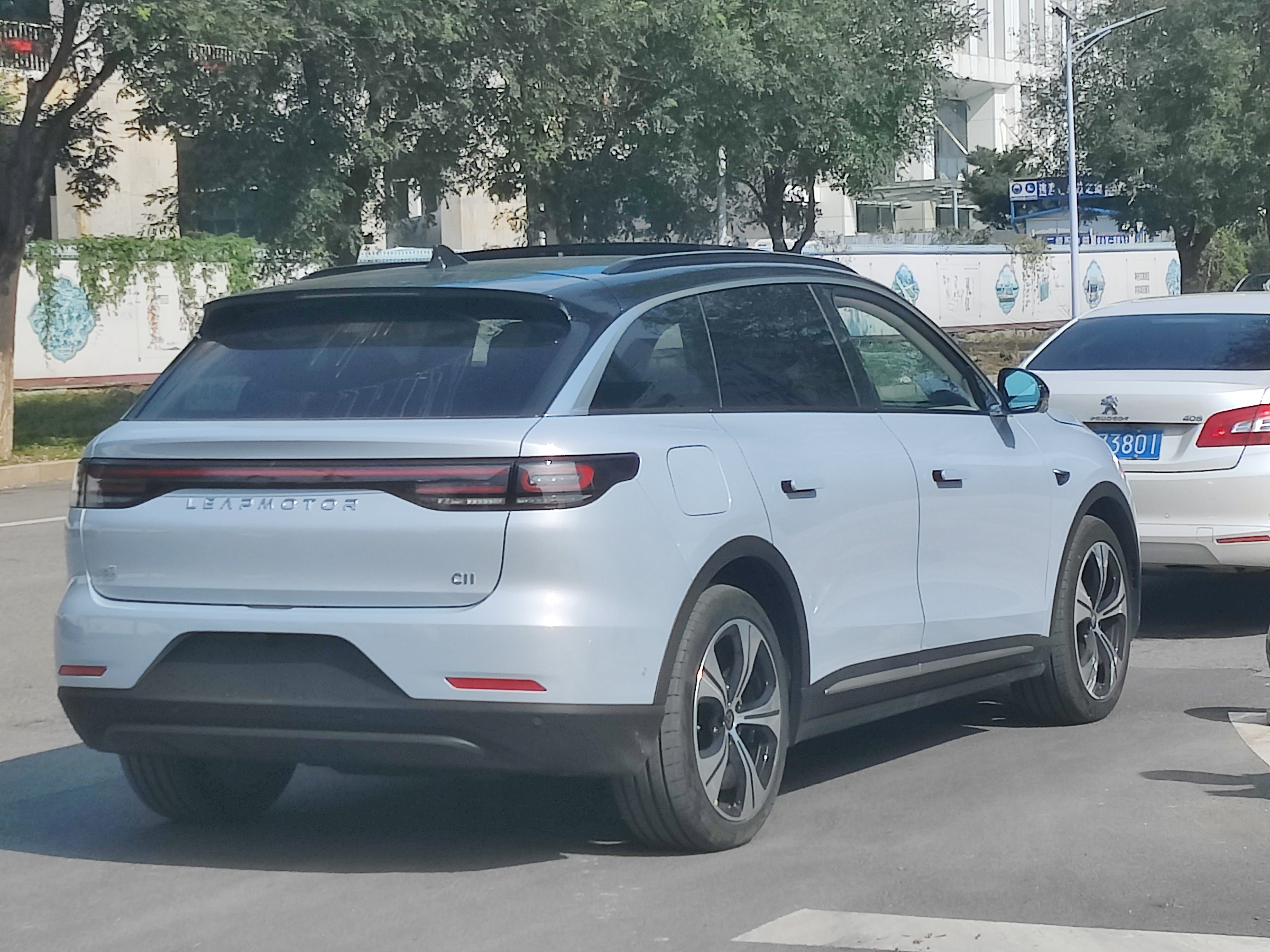
Вид сзади

Leapmotor C11 — среднеразмерный электромобиль-кроссовер и подзаряжаемый гибрид, производимый и продаваемый в Китае компанией Leapmotor с 2021 года.

## Описание
Leapmotor C11 дебютировал в декабре 2020 года на автосалоне в Гуанчжоу. Его цены варьируются от 160 000 до 200 000  юаней. После Leapmotor S01 и Leapmotor T03, это третий автомобиль марки Leapmotor. Продажи начались в 2021 году в Китае и в 2022 году в Европе.

## Технические характеристики
Leapmotor C11 оснащается аккумулятором ёмкостью 90 кВт⋅ч и электродвигателем мощностью 536 л. с. Запас хода составляет 550 км по циклу NEDC. Автомобиль построен на платформе Qualcomm Snapdragon 8155. C11 имеет три экрана на приборной панели и 5 мест для сидения. Дополнительные функции C11 включают подключение по Bluetooth, распознавание лиц, адаптивную персонализированную настройку, интеллектуальную систему очистки воздуха и 12 камер для панорамного обзора 2.5D на 360 градусов.
Автомобиль оснащён чипами Lingxin 01 и Huawei Kirin A1 с автопилотом 3-го уровня. Оба чипа позволяют использовать интеллектуальную систему помощи при вождении ADAS.

## Leapmotor C11 EREV
Leapmotor C11 EREV выпускается с 2023 года с электродвигателем мощностью 200 кВт и тройным литий-ионным аккумулятором CALB ёмкостью 43,74 кВт⋅ч. Запас хода 170 км по циклу CLTC. Его длина составляет 4780 мм, а высота — 1675 мм.

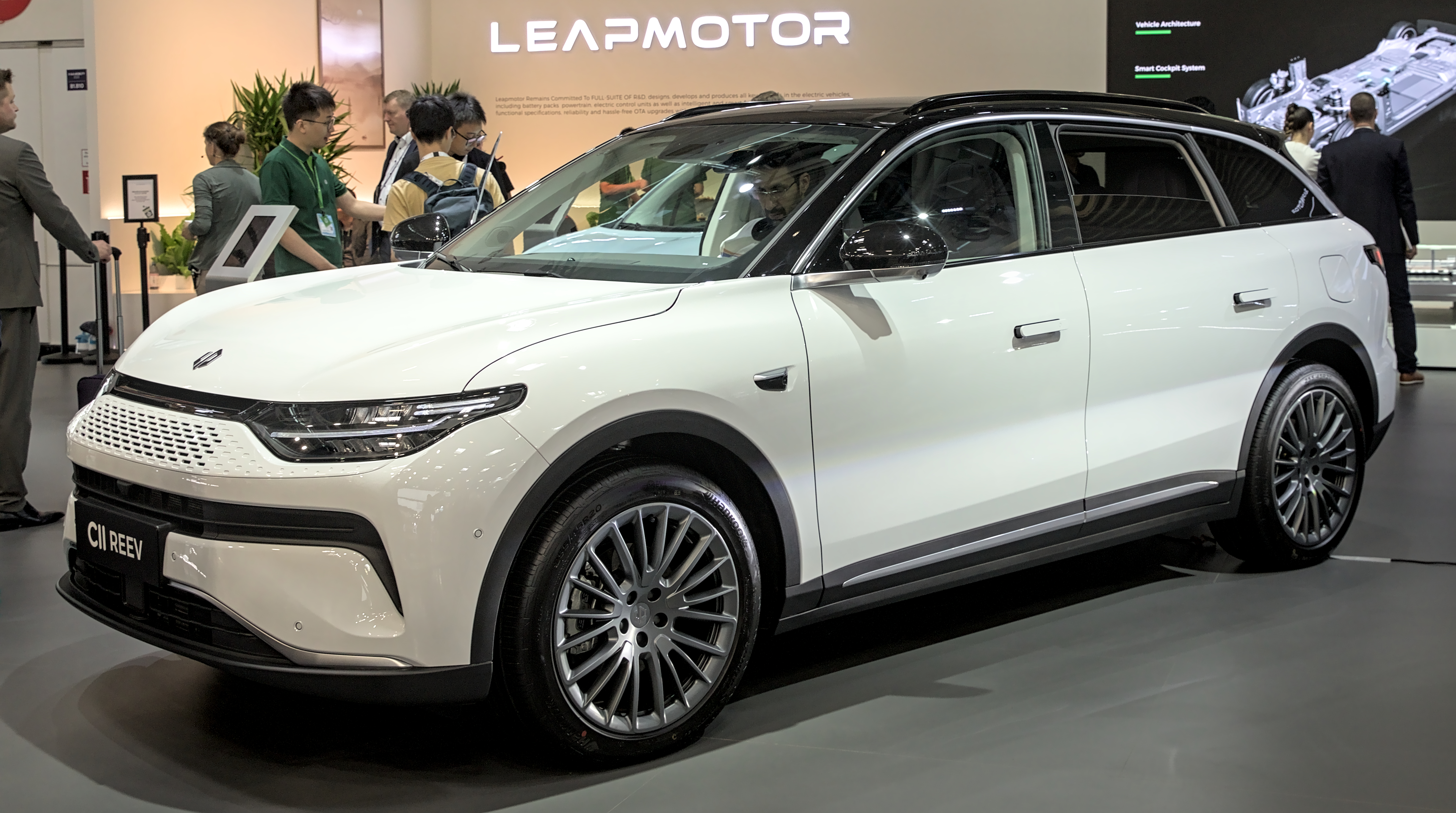
Вид спереди
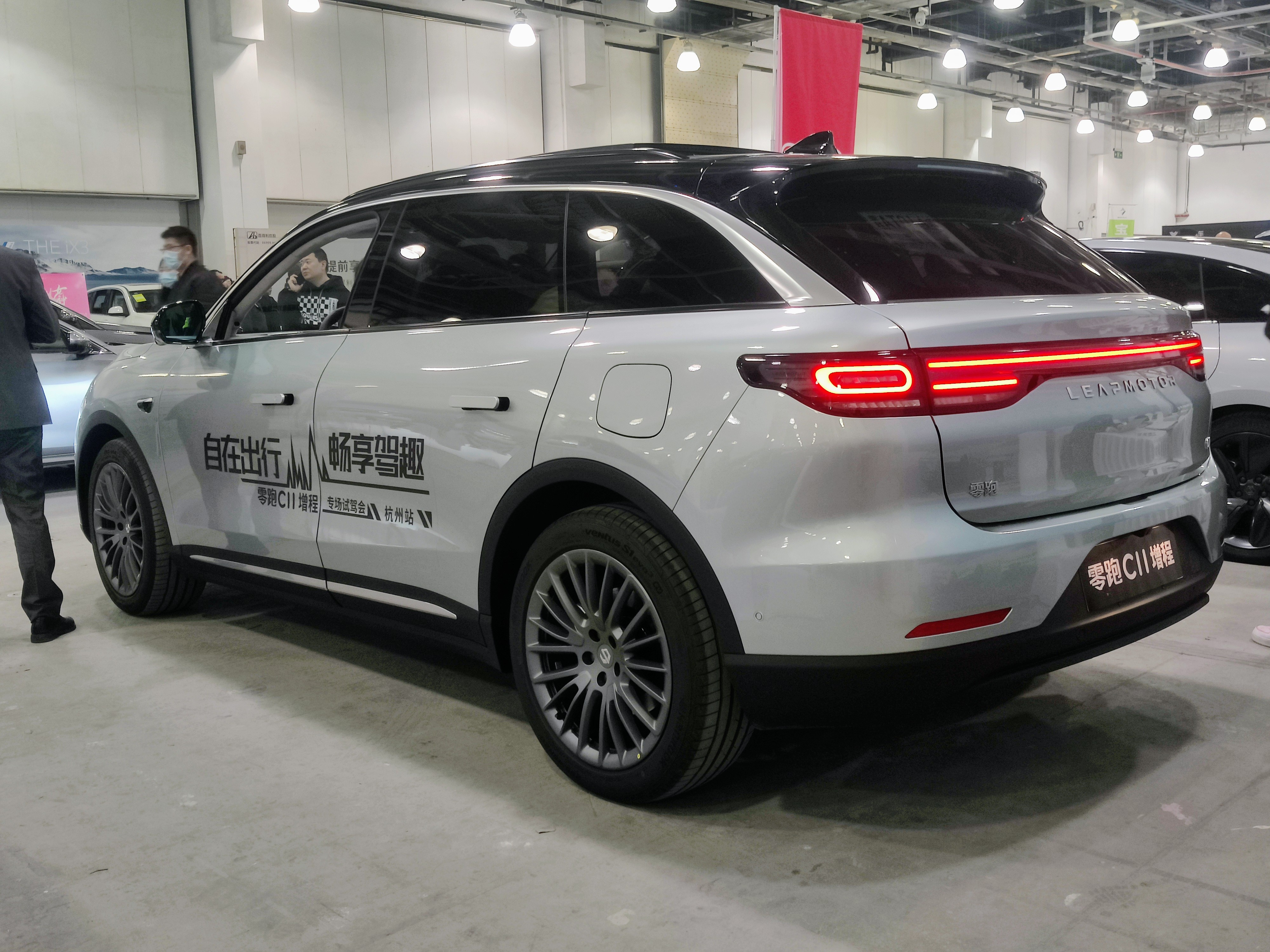
Вид сзади

## Моторизация
| Модель   | ДВС                   | Мощность ДВС                       | Мощность электродвигателя                               | Суммарная мощность  |
| -------- | --------------------- | ---------------------------------- | ------------------------------------------------------- | ------------------- |
| C11      | -                     | -                                  | сзади: 200 кВт (272 л. с.)                              | 200 кВт (272 л. с.) |
| C11 4WD  | -                     | -                                  | спереди: 200 кВт (272 л. с.) сзади: 200 кВт (272 л. с.) | 400 кВт (544 л. с.) |
| C11 EREV | 1.2L DAM12TD turbo l3 | 96 кВт (131 л. с.) при 5500 об/мин | сзади: 200 кВт (272 л. с.)                              | 200 кВт (272 л. с.) |

## Leapmotor C-More
Leapmotor C-More является концепт-каром, впервые представленным в 2019 году на автосалоне в Шанхае. В отличие от C11, автомобиль имеет заднепетельные двери.